# جاي دبليو. بورو
جاي دبليو. بورو (بالإنجليزية: J. W. Burrow)‏ هو مؤرخ بريطاني، ولد في 4 يونيو 1935، وتوفي في 3 نوفمبر 2009.